# Bouaye
Bouaye è un comune francese di 6 007 abitanti situato nel dipartimento della Loira Atlantica nella regione dei Paesi della Loira.

## Storia

### Simboli
Lo stemma è stato adottato il 22 ottobre 1966. La cinquefoglie è ripresa dal blasone della signoria di La Lande-Bougon; la pianura d'argento rappresenta il lago di Grand-Lieu; la croce nera in campo d'oro nel cantone è simbolo del Pays de Retz.

## Società

### Evoluzione demografica
Abitanti censiti